# 朱多焜
弋陽恭懿王朱多焜（1522年10月7日—1577年11月13日），號洪泉，明朝寧藩第五代弋陽王，弋陽端惠王朱拱樻的庶長子。

## 生平
嘉靖元年九月十八日（1522年10月7日）生。嘉靖十五年（1536年）四月，封鎮國將軍。嘉靖三十年（1551年）九月，弋陽端惠王朱拱樻去世。嘉靖三十三年（1554年）四月，朱多焜襲封弋陽王。
萬曆五年十月初四日（1577年11月13日），朱多焜去世，享年五十六岁，諡號恭懿。因其無子，弋陽王的封爵被廢除。次年九月十五日（1578年10月15日）奉國將軍朱多煌受其弟奉國將軍朱多炡等人推舉，管理弋陽王府事。

## 家庭

### 妻
- 胡氏（1524年－1575年），東城兵馬副指揮胡韶女[1]，初冊為鎮國將軍夫人，嘉靖三十三年（1554年）四月冊為弋陽王妃[2]。

### 妾
- 尹氏（1551年－），冊為弋陽王夫人。
- 曹氏（1552年－）
- 吳氏（1546年－）
- 周氏（1522年－）
- 葉氏（1540年－）[1]